# TMEM179B
TMEM179B (англ. Transmembrane protein 179B) – білок, який кодується однойменним геном, розташованим у людей на 11-й хромосомі. Довжина поліпептидного ланцюга білка становить 219 амінокислот, а молекулярна маса — 23 550.
| 10         |  | 20         |  | 30         |  | 40         |  | 50         |
| ---------- |  | ---------- |  | ---------- |  | ---------- |  | ---------- |
| MALSWLQRVE |  | LALFAAAFLC |  | GAVAAAAMTR |  | TQGSFSGRCP |  | LYGVATLNGS |
| SLALSRPSAP |  | SLCYFVAGAS |  | GLLALYCLLL |  | LLFWIYSSCI |  | EDSHRGAIGL |
| RIALAISAIA |  | VFLVLVSACI |  | LRFGTRSLCN |  | SIISLNTTIS |  | CSEAQKIPWT |
| PPGTALQFYS |  | NLHNAETSSW |  | VNLVLWCVVL |  | VLQVVQWKSE |  | ATPYRPLERG |
| DPEWSSETDA |  | LVGSRLSHS  |  |            |  |            |  |            |

A: Аланін

C: Цистеїн

D: Аспарагінова кислота

E: Глутамінова кислота

F: Фенілаланін

G: Гліцин

H: Гістидин

I: Ізолейцин

K: Лізин

L: Лейцин

M: Метіонін

N: Аспарагін

P: Пролін

Q: Глутамін

R: Аргінін

S: Серин

T: Треонін

V: Валін

W: Триптофан

Кодований геном білок за функцією належить до фосфопротеїнів. 
Локалізований у мембрані.